# Leonid Kuravljov
Leonid Vjatjeslavovitj Kuravljov (russisk: Леонид Вячеславович Куравлёв, født  8. oktober 1936, død 30. januar 2022) var en sovjetisk og russisk filmskuespiller. Han medvirkede i et stort antal sovjetiske film, og er særlig kendt for sin medvirken i flere komediefilm herunder Leonid Gajdajs Ivan Vasilyevitj ændrer sit erhverv (1973) og i Georgij Danelijas Afonja (1975). 
Han blev modtog i 1976 hæderen Folkets kunstner i RSFSR.

## Opvækst og ungdom
Kuravljov blev født i Moskva i en arbejderfamilie. Hans far Vjatjeslav Jakovlevitj Kuravljov (1909-1979) arbejdede som låsesmed og hans mor Valentina Dmitrijevna Kuravljova (1916-1993) var frisør. I 1941 ved starten på den nazistiske invasion af Sovjetunionen blev hans mor arresteret på grund af falsk anklage om kontrarevolutionær aktivitet og sendt i eksil til Karaganda i Kasakhiske SSR som tvangsarbejder.  Efter fem år blev hun løsladt, men uden ret til at bo i Moskva og sendt til Zasjejek i Murmansk oblast i det russiske fjerne nord, hvor hun fortsatte med at arbejde som frisør. I 1948 lykkedes det hende at få tilladelse til at se sin søn, der tilbragte et år hos hende i Zasjejek, og i 1951 vendte hun endelig tilbage til Moskva.

## Karriere
I 1955 blev Kuravljov optaget på skuespiller skolen under VGIK, hvor han studerede under Boris Bibikov. Han dimitterede i 1960 og sluttede sig til Filmskuespillernes Teaterstudie. Han lavede sine første filmoptrædener, mens han stadig var studerende, bl.a. i Aleksandr Gordons og Andrej Tarkovskijs elevarbejde Segodnja uvolnenija ne budet (Der vil ikke være afskedigelse i dag) fra 1958. Den første medvirken i en spillefilm var i Mikhail Sjvejtsers Mitjman Panin (1960). Samme år blev han opdaget af Vasilij Sjuksjin og medvirkee i dennes afgangsfilm fra filmskolen.  I 1961 medvirkede de begge i det populære melodrama Kogda derevja byli bolsjimi (da.: Da træerne var store) og i 1964 gav Sjuksjin ham hovedrollen i komediefilmen Der er en fyr som denne, der blev Kuravljovs gennembrud, og som han selv anså at være starten på hans succesrige filmkarriere. Han optrådte også i Vasj syn i brat (da.: Din søn og bror) (1965) og følte sig så taknemmelig for, hvad instruktøren gjorde for ham, at han senere opkaldte sin søn efter Sjuksjin.
Han spillede i 1968 rollen som den frække og charmerende plattenslager Sjura Balaganov i Mikhail Sjvejtsers komedie Zolotoj teljonok (da.: Den lille guldkalv) baseret Ilf og Petrovs roman og efterfølger til Tolv stole, hvilket var med til at cementere Kuravljovs popularitet. Andre bemærkelsesværdige roller i den periode inkluderer Khoma Brut i en af de første sovjetiske gyserfilm Viy (1967), antagonisten Sorokin i det psykologiske melodrama Nepodsuden (da.: Ikke sagsøgt, 1969) og naziofficeren Kurt Eismann i Semnadtsat mgnovenij vesny (da.: Sytten øjeblikke af forår, 1973).
I 1970'erne medvirkede han i tre til fire film om året. Selvom Kuravljov spillede flere seriøse dramatiske roller, er han stadig bedst kendt for sine hovedroller i de populære komediefilm, såsom Afonja (1975) og Leonid Gajdajs Ivan Vasilyevitj ændrer sit erhverv (1973) og Ne mozjet byt! (da.: Det kan ikke passe, 1975), Samaja obajatelnaja i privlekatelnaja (da.: Den mest charmerende og attraktive, 1985) m.fl.

### Senere år og død
I slutningen af 1990'erne var han vært for et populært tv-program Bøgernes verden med Leonid Kuravljov, hvor han talte om nye bogudgivelser.
I 2014 underskrev Kuravlyov sammen med 100 andre russiske kulturmedlemmer et åbent brev til støtte for Vladimir Putins holdning vedrørende Ukraine og Krim. I sine sidste år boede Kuravljov på et plejehjem, hvor han blev diagnosticeret med demens.
Kuravlyov døde af lungebetændelse den 30. januar 2022, i en alder af 85 år.

## Udvalgt filmografi
- Segodnja uvolnenija ne budet (da.: Der vil ikke være afskedigelse i dag, 1958)
- Mitjman Panin (1960)
- Kogda derevja byli bolsjimi (da.: Da træerne var store, 1961)
- Tretij tajm (da.: Tredje halvleg, 1962)
- Nepridumannaja istorija (da.: En sand historie, 1964)
- Zjivjot takoj paren (da.: Der er en fyr som denne, 1964)
- Vremja, vperjod! (da.: Det er tid, lad os gå!, 1965)
- Vasj syn i brat (da.: Din søn og bror 1965)
- Starsjaja sestra (da.: Storesøster, 1966)
- Vij (1967)
- Urok literatury (da.: Litteratur lektion, 1968)
- Ljubov Serafima Frolova (da.: Serafima Frolovas kærlighed 1968)
- Zolotoj teljonok (da.: Guldkalven,  1968)
- Gori, gori, moja zvezda (da.: Brænd, brænd, min stjerne, 1969)
- Nepodsuden (da.: Ikke sagsøgt, 1969)
- Dva dnja tjudes (da.: To dage med mirakler, 1970)
- Begyndelsen (1970)
- Dvenadtsat mesjatsev (da.: Tolv måneder, 1972)
- Eta vesjolaja planeta (da.: Det er en sjov planet, 1973)
- Ivan Vasilyevitj ændrer sit erhverv (1973)
- Semnadtsat mgnovenij vesny (da.: Sytten øjeblikke af forår, 1973)
- Kysj i Dvaportfelja (da.: Kysj og to porteføljer, 1974)
- Afonja (1975)
- Poslednjaja zjertva (da.: Det sidste offer, 1975)
- Ne mozjet byt! (da.: På ingen måde!, 1975)
- Begstvo mistera Mak-Kinli (da.: Mr. McKinleys flugt, 1975)
- Ty - mne, ja - tebe (da.: Du er for mig, jeg er for dig, 1976)
- Smesjnyje ljudi! (da.: Sjove mennesker!, 1977)
- Inkognito iz Peterburga (da.: Inkognito i Sankt Petersborg, 1977)
- Mimino (1977)
- Sjla sobaka po rojalju (da.: En hund gik på klaveret, 1978)
- Frak dlja sjalopaja (da.: Frakke til en spøgefugl, 1979)
- Sujeta sujet (da.: Forfængelighedens forfængelighed 1979)
- Mesto vstretji izmenit nelzja (da.: Mødestedet kan ikke ændres, 1979)
- Za spitjkami (da.: Bag tændstikkerne, 1980)
- Isjjite zjensjjinu (da.: Søg efter kvinden, 1983)
- Vitja Glusjakov - drug apatjej (da.: Vitja Glusjakov - Apachernes ven, 1983)
- Demidovy (da.: Demidoverne, 1983)
- My iz dzjaza (da.: Vi er jazz, 1983)
- Mednyj angel (da.: Kobberenglen, 1984)
- Opasno dlja zjizni! (da.: Livstruende!, 1985)
- Zmejelov  (1985)
- Prikljutjenija Sjerloka Kholmsa i doktora Vatsona: Dvadtsatyj vek natjinajetsja (da.: Sherlock Holmes' og Dr. Watsons eventyr: Det tyvende århundrede begynder, 1986)
- Levsja (da.: Den venstrehåndede, 1987)
- Jolki-palki! (da.: Træpinde, 1988)
- Prezumptsija nevinovnosti (da.: Formodet uskyld, 1988)
- Ono (1989)
- Vkhod v labirint (da.: Indgang til labyrinten, 1989)
- Na Deribasovskoj khorosjaja pogoda, ili Na Brajton-Bitj opjat idut dozjdi (da.: Godt vejr på Deribasovskaja, eller det regner igen på Brighton Beach, 1992)
- Master i Margarita
- Sjirli-myrli (1995)
- Barysjnja-krestjanka (da.: Den unge bondepige, 1995)
- Sibirskij tsirjulnik (da.: Barberen i Sibirien, 1998)
- Zjeleznodorozjnyj romans (da.: Jernbaneromance, 2002)
- Nasledniki (da.: Arvingerne, 2008)